# Байтала Володимир Олександрович
Володи́мир Олекса́ндрович Байта́ла, (псевдо: «Франек», «Залізна Острога»; * 9 квітня 1910, Львів, Австро-Угорщина — † між 24 червня й 28 червня 1941, Львів, УРСР, СРСР) — учасник українського національно-визвольного руху.

## Біографічні дані
Володимир Байтала народився у Львові. Навчався у філії Академічної гімназії у Львові. Вступив до «Пласту», став скарбником Першого куреня імені Петра Конашевича-Сагайдачного (гурток «Рись»), згодом перейшов до Сьомого куреня імені князя Льва (Львів). Був членом Української військової організації й ОУН(б).
Заарештований більшовиками в лютому 1940 року. Розстріляний у тюрмі на Лонцького.